# Auterive (Tarn y Garona)
 Auterive  es una población y comuna francesa, en la región de Mediodía-Pirineos, departamento de Tarn y Garona, en el distrito de Castelsarrasin y cantón de Beaumont-de-Lomagne.

## Demografía
| 77 | 74 | 67 | 71 | 55 | 50 |
| Para los censos de 1962 a 1999 la población legal corresponde a la población sin duplicidades (Fuente: INSEE [Consultar]) |    |    |    |    |    |